# Léguevin
Léguevin (okzitanisch: Legavin) ist eine Gemeinde mit 9710 Einwohnern (Stand: 1. Januar 2022) im Département Haute-Garonne in der Region Okzitanien im Südwesten Frankreichs. Léguevin gehört zum Arrondissement Toulouse. Das Bureau centralisateur des gleichnamigen Kantons befindet sich in Léguevin. Die Einwohner werden Léguevinois und Léguevinoises genannt.

## Geographie
Durch die Gemeinde führt die Aussonnelle. Hier quillt auch ihr Nebenfluss Courbet.
Umgeben wird Léguevin von den Nachbargemeinden Brax im Norden, Pibrac im Nordosten, Plaisance-du-Touch im Osten, La Salvetat-Saint-Gilles im Südosten, Fontenilles im Süden und Südwesten, Pujaudran (Département Gers) im Westen sowie Lasserre-Pradère und Mérenvielle im Nordwesten.
Durch die Gemeinde führt die Route nationale 124 ebenso wie der südlichste Jakobsweg, die Via Tolosana.

## Geschichte
Léguevin ist eine Bastide, auch wenn die Johanniter bereits im 12. Jahrhundert hier Land besaßen.

## Bevölkerungsentwicklung
- 1962: 1014
- 1968: 1622
- 1975: 2091
- 1982: 2764
- 1990: 4217
- 1999: 6172
- 2006: 7483
- 2011: 8566
- 2017: 9166

## Sehenswürdigkeiten
- Kirche Saint-Jean-Baptiste
- Schloss Castelnouvel
- Historische Wechselstation der Post
- Rathaus

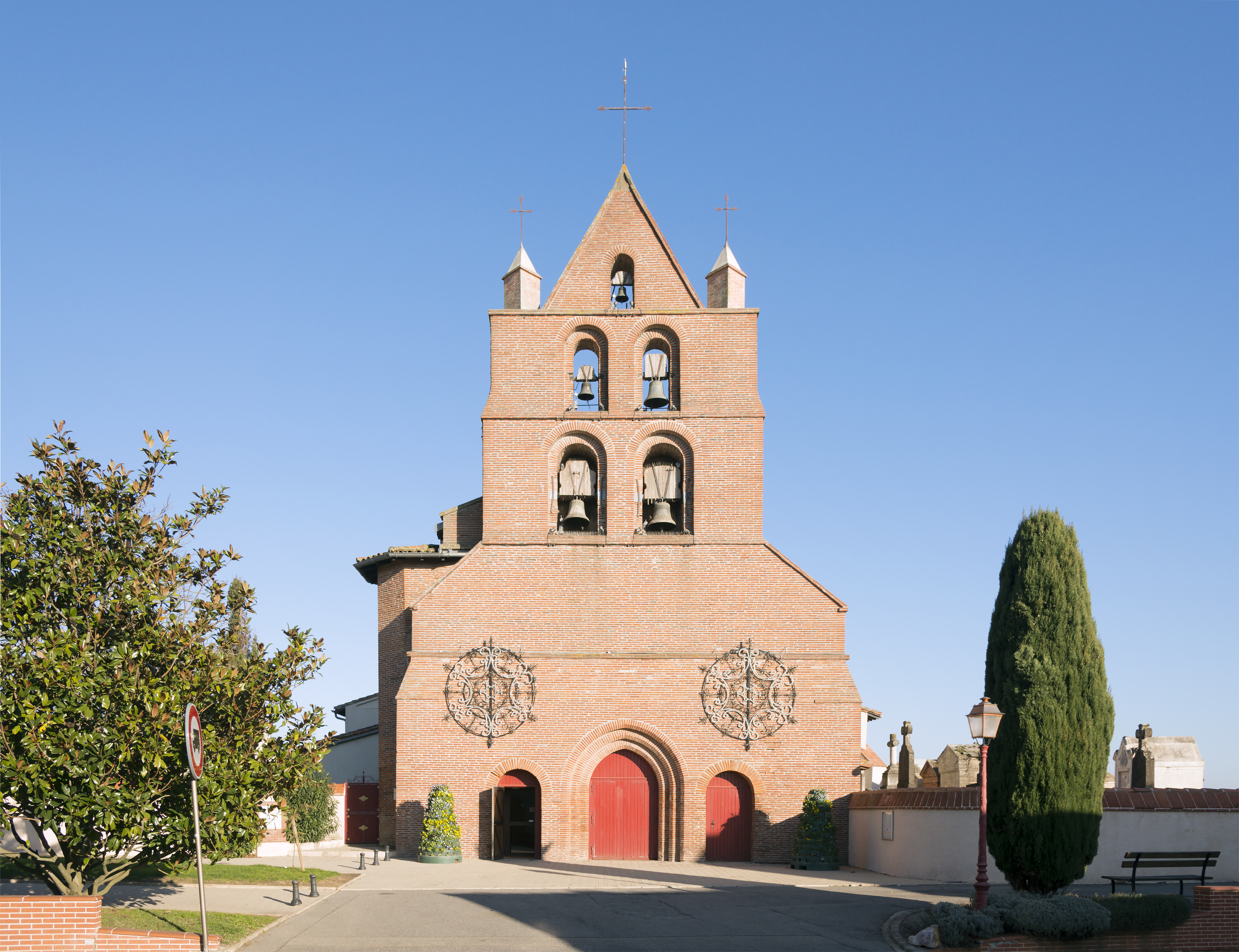
Kirche Saint-Jean-Baptiste
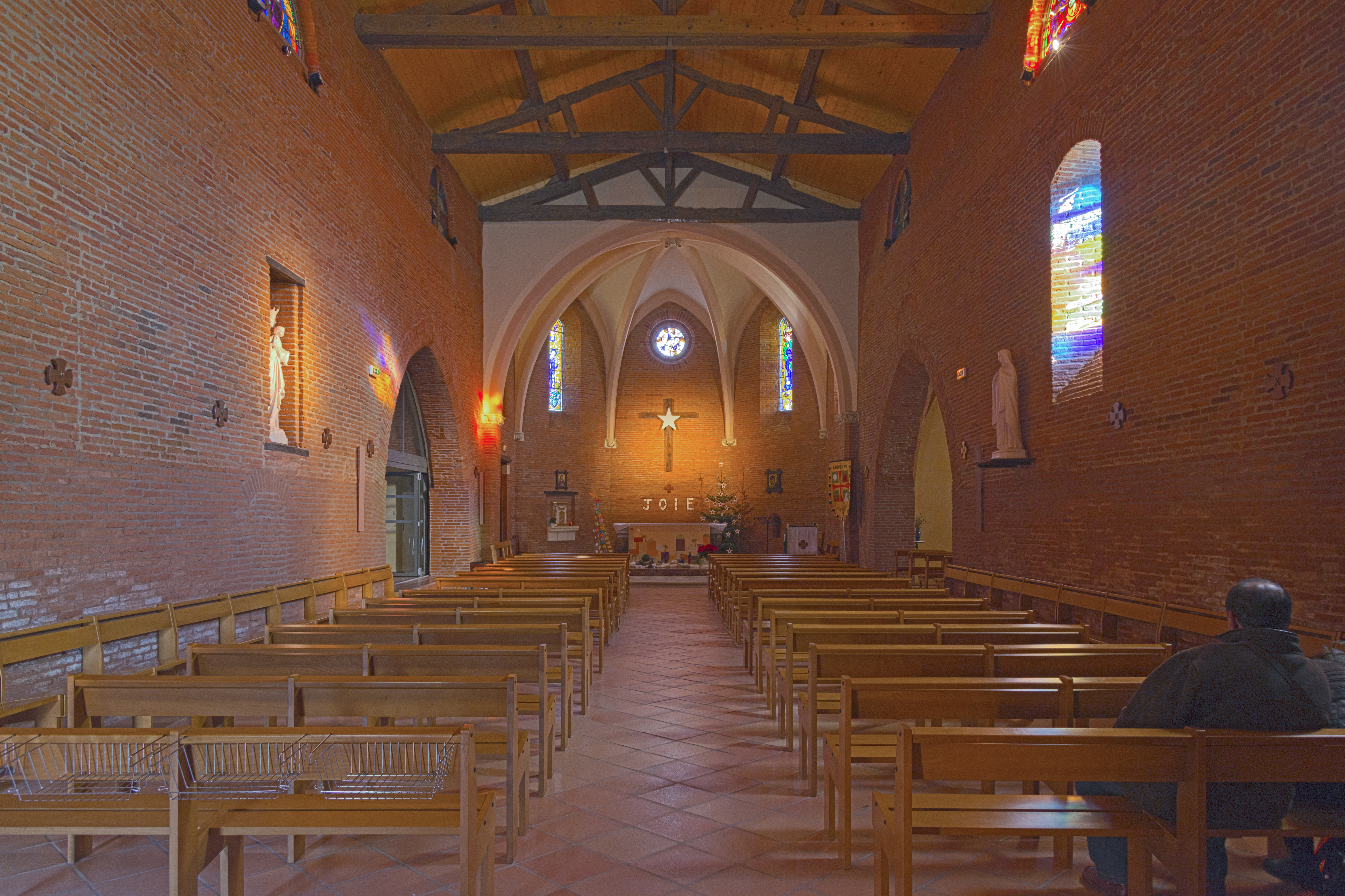
Innenansicht Saint-Jean-Baptiste
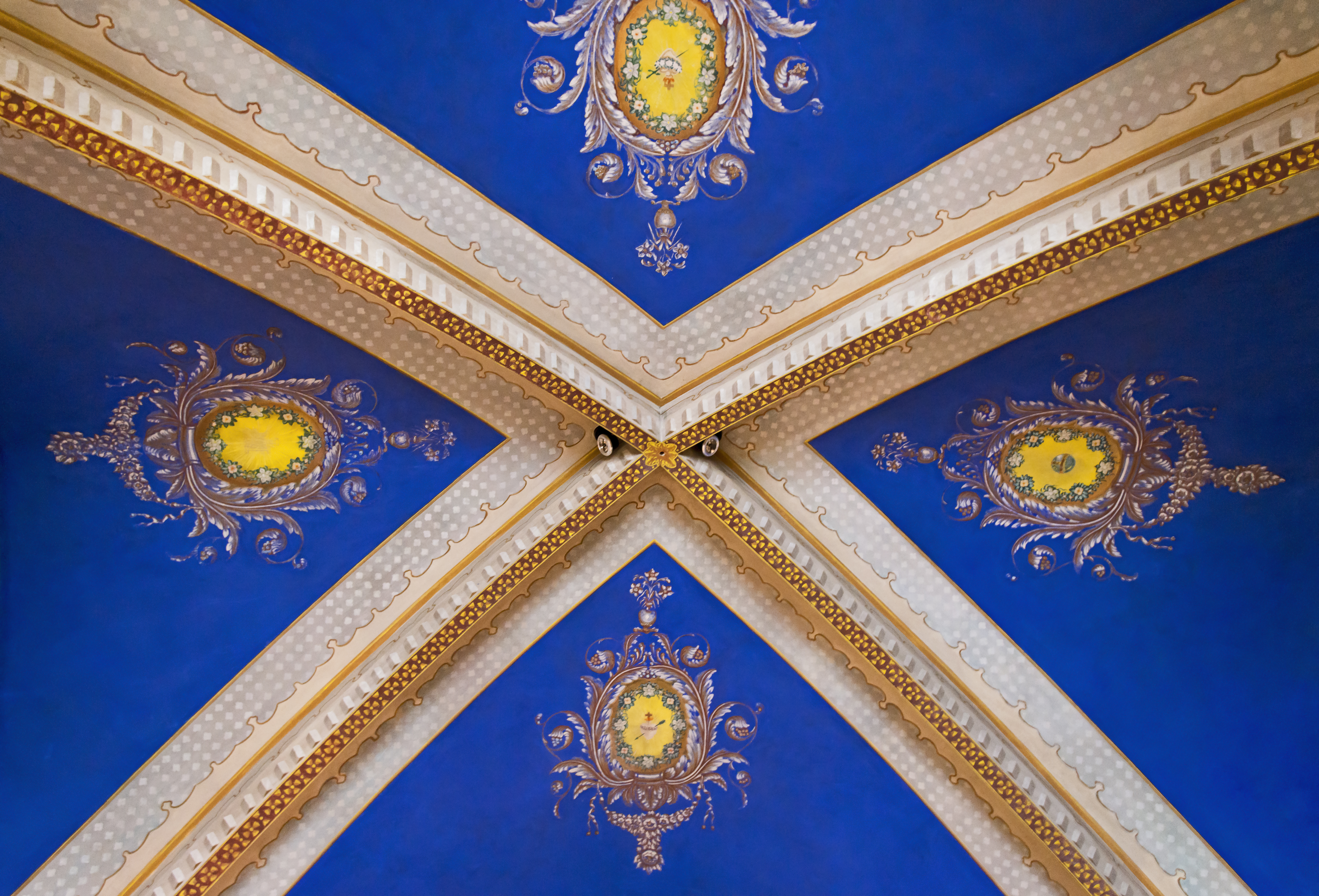
Decke über dem Altar
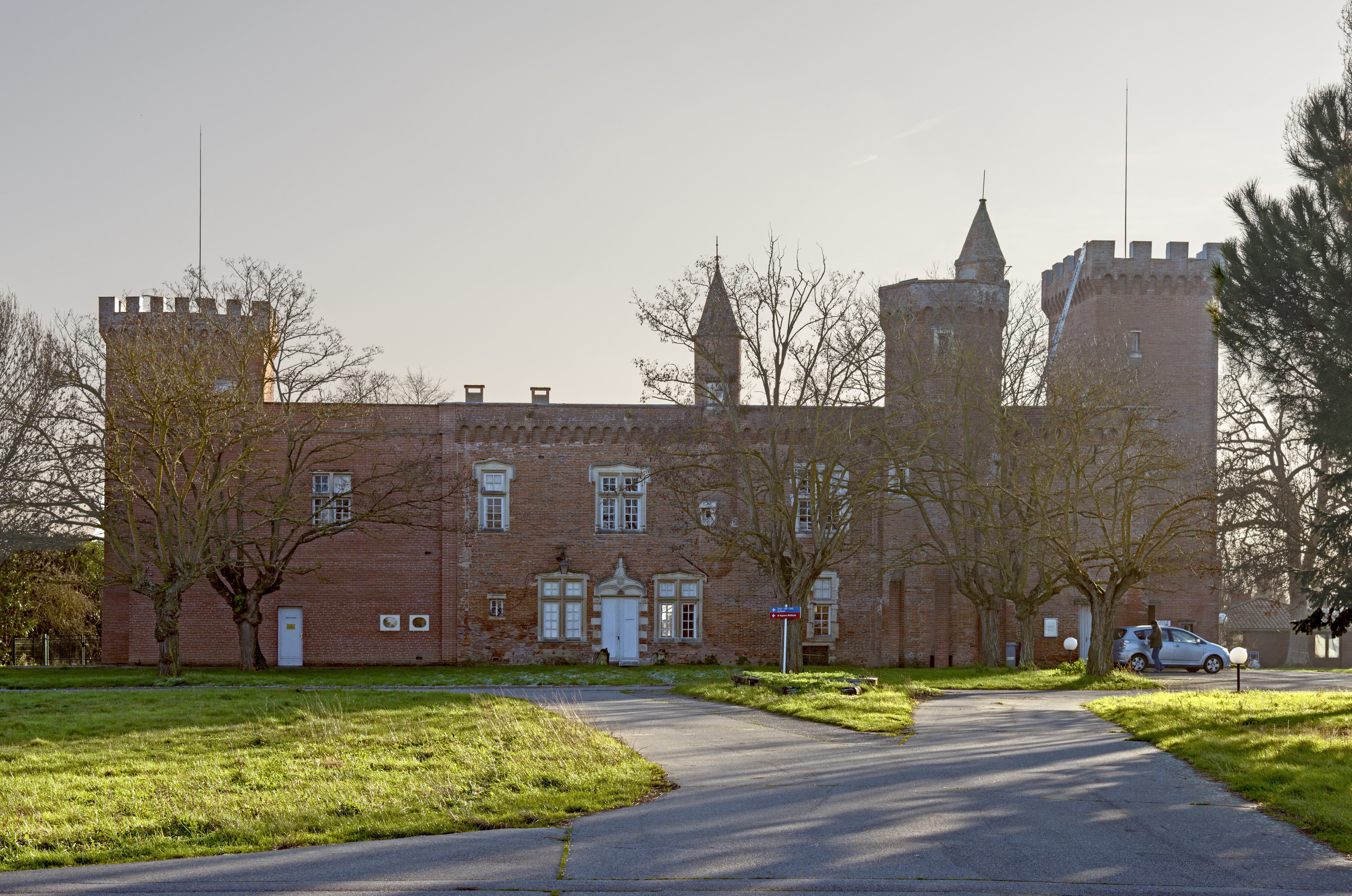
Château de Castelnouvel
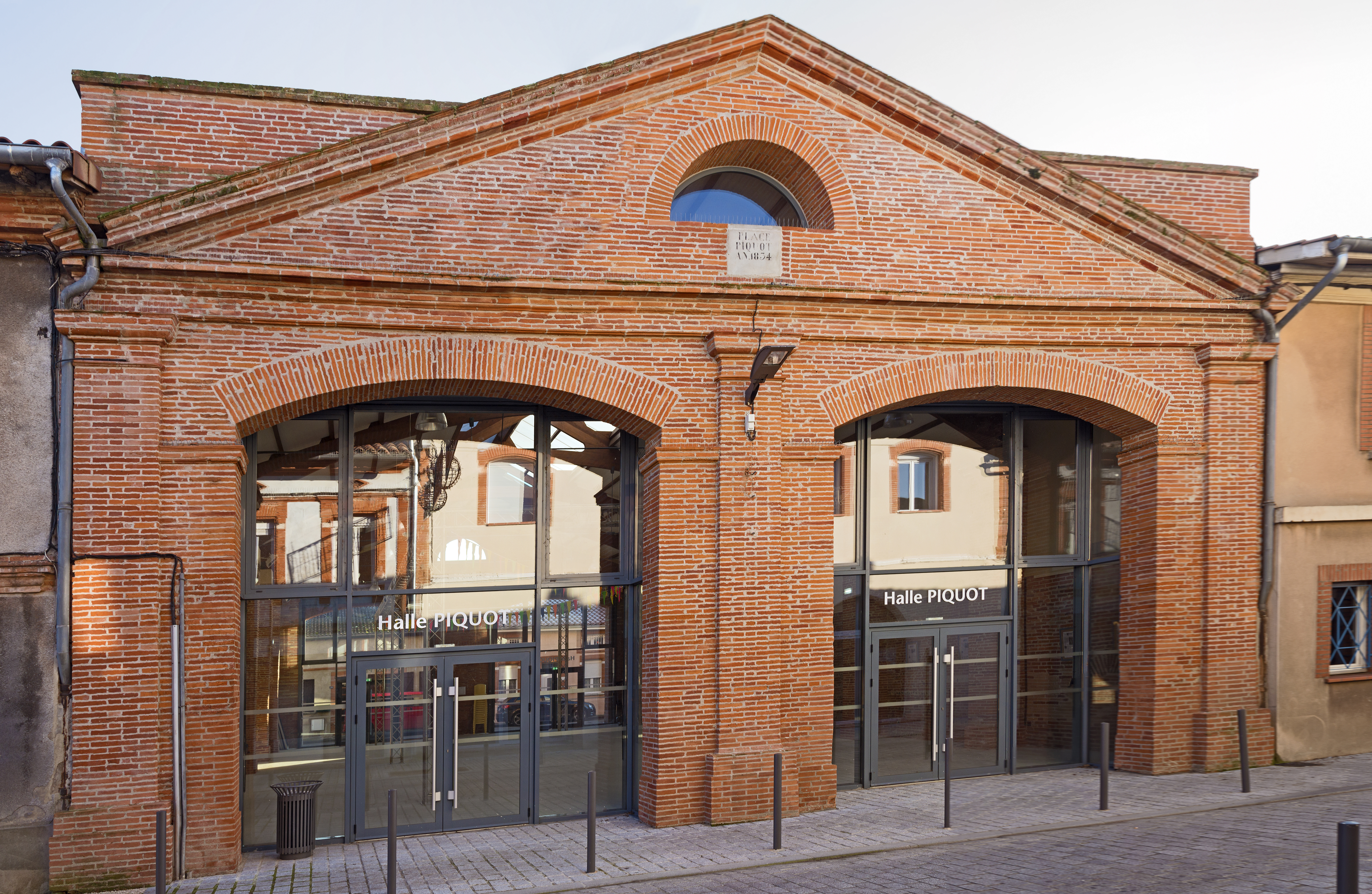
Alte Markthalle
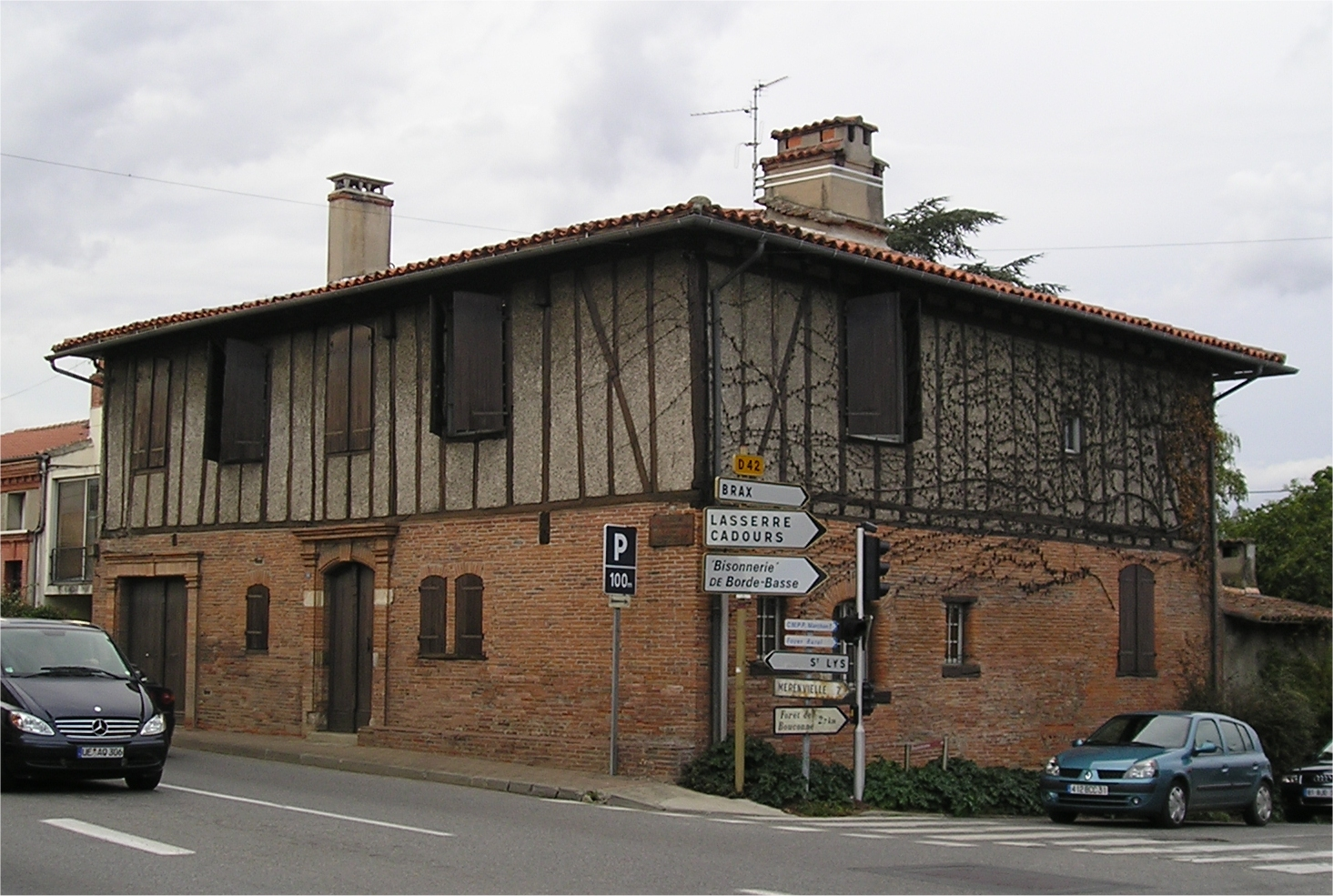
Historische Wechselstation

## Persönlichkeiten
- Henri Vielle OFM (1867–1946), römisch-katholischer Apostolischer Vikar von Rabat, geboren in Léguevin